# Pont Riga (Velikaïa)
Le pont Riga traverse la rivière Velikaïa à Pskov, Russie. Il fait partie de l'embranchement de Valga à Tartu du chemin de fer de Pskov-Riga.
Les piliers du pont ont été construits en août 1886, la construction du tablier du pont a eu lieu en juillet 1888 et le pont sera ouvert en mai 1889.
Le pont a été partiellement détruit lors de la bataille pour la libération de Pihkva (Pskov) en mai 1919 pendant la guerre civile russe. Des troupes estoniennes ont occupé la zone et ont reconstruit le pont en juillet 1919.